# Eriocercospora balladynae
Eriocercospora balladynae är en svampart som först beskrevs av Clifford George Hansford, och fick sitt nu gällande namn av Deighton 1969. Eriocercospora balladynae ingår i släktet Eriocercospora och familjen Mycosphaerellaceae.   Inga underarter finns listade i Catalogue of Life.